# Castell, Unterfranken
Castell är en kommun och ort i Landkreis Kitzingen i Regierungsbezirk Unterfranken i förbundslandet Bayern i Tyskland.
Kommunen ingår i kommunalförbundet Wiesentheid tillsammans med köpingarna Abtswind, Rüdenhausen och Wiesentheid.